# Optya barbistyla
Optya barbistyla är en insektsart som beskrevs av Irena Dworakowska och Chandrasekhara A. Viraktamath 1978. Optya barbistyla ingår i släktet Optya och familjen dvärgstritar. Inga underarter finns listade i Catalogue of Life.